# Тиволи
Вижте пояснителната страница за други значения на Тиволи.
Тиволи (на италиански: Tivoli) е град и община в Централна Италия с красиви околности, разположен на 30 км от Рим. Старото име на града е Тибур. Населението му е 55 936 жители към 30 април 2009 г.

## Архитектура
Градът е богат с исторически паметници от римско време и развалини. Повечето летни резиденции и дворци на римските императори са били построени именно в Тиволи, поради здравословното високо разположение на хълм на града, в сравнение с маларичната римска равнина през летните месеци.

## Забележителности
- Вила Адриана
- Вила д'Есте
- Вила Грегориана
- Храмът на Херкулес
- Рока Пия
- Храмът на Сибила

## Фотогалерия
- Храмът на Сибила
- Рока Пия